# Delphacodes hemiptera
Delphacodes hemiptera är en insektsart som först beskrevs av Ernst Friedrich Germar 1818.  Delphacodes hemiptera ingår i släktet Delphacodes och familjen sporrstritar. Inga underarter finns listade i Catalogue of Life.